# Cantonul Coulanges-la-Vineuse
Cantonul Coulanges-la-Vineuse este un canton din arondismentul Auxerre, departamentul Yonne, regiunea Burgundia, Franța.

## Comune
- Charentenay
- Coulangeron
- Coulanges-la-Vineuse (reședință)
- Escamps
- Escolives-Sainte-Camille
- Gy-l'Évêque
- Irancy
- Jussy
- Migé
- Val-de-Mercy
- Vincelles
- Vincelottes